# Richard Kaselowsky (Unternehmer, 1852)
Richard Kaselowsky (* 16. Juni 1852 in Berlin; † 6. April 1921 in Bielefeld) war ein deutscher Unternehmer und Abgeordneter im Preußischen Landtag.

## Leben
Kaselowsky war seit dem 7. Oktober 1887 verheiratet mit Elise Pauline, geborene Delius (1862–1921). Sie stammte aus der gleichnamigen Textilproduzentenfamilie. Aus der Ehe gingen eine Tochter und zwei Söhne hervor; einer davon der Industrielle Richard Kaselowsky. Sein Enkel ist Richard Kaselowsky Junior.
Kaselowsky  gehörte zu den finanziell und politisch einflussreichsten Bürgern Bielefelds. Er war Kaufmann in Bad Nauheim. Ab 1894 gehörte er dem Aufsichtsrat der Spinnerei Vorwärts an und wurde Teilhaber der Firma Nikolaus Dürkopps. Von 1876 bis 1896 war er dort kaufmännischer Direktor. In dieser Position hatte er in den 1890er Jahren maßgeblichen Einfluss auf die Industriebetriebe Nähmaschinen, Fahrräder, Registrierkassen, Autos usw. Nach seinem Ausscheiden aus den Dürkopp-Werken war er stellvertretender Vorsitzender des Aufsichtsrats im Unternehmen. 1900 war er Gründungsmitglied der E. Gundlach A.-G. und gehörte auch dort dem Aufsichtsrat an.
Von 1899 bis 1903 war er nationalliberaler Abgeordneter im Preußischen Landtag und lebte mit seiner Familie in Berlin.